# Memmelshoffen
Memmelshoffen es una localidad y  comuna francesa, situada en el  departamento de Bajo Rin, en la región de  Alsacia.
La comuna está ubicada en los límites del  Parque natural regional de los Vosgos del Norte.

## Demografía
| 383 | 300 | 300 | 279 | 273 | 263 | 317 |
| Para los censos de 1962 a 1999 la población legal corresponde a la población sin duplicidades (Fuente: INSEE [Consultar]) |     |     |     |     |     |     |

## Personajes célebres
- Franz Anton Brendel (1735-1799), obispo constitucional, elegido por la Revolución, de Estrasburgo.